# Гаспарян Андраник Георгійович
Андрани́к Гео́ргійович Гаспаря́н (* 24 листопада 1984) — підполковник Збройних сил України, командир 26-ї артилерійської бригади (з 2018), учасник російсько-української війни.

## Військовий шлях
Станом на літо 2013 року майор Гаспарян — т. в. о. командира 1-го гаубичного самохідно-артилерійського дивізіону 26-ї артилерійської бригади (Бердичів).
26 серпня 2014 року дивізіон забезпечував артилерійську підтримку дій Національної гвардії України з визволення м. Первомайськ. Гаспарян здійснював коректування вогню; під час бою позицію, на якій він перебував, атакували до 100 бойовиків під прикриттям мінометного вогню. Гаспарян викликав вогонь на себе, завдяки чому штурмову групу під час бою було повністю знищено. Бойове завдання було виконано, напад відбито, уникнуто значних втрат серед особового складу підрозділів.
У жовтні 2018 року був призначений командиром 26-ї артилерійської бригади.

## Родина
На Донбасі проживають його мама та брат, ще один брат — молодший сержант, проходить службу в артилерійській бригаді. З дружиною та двома синами проживає у Бердичеві.

## Нагороди
- Орден Богдана Хмельницького III ст. (4 липня 2016) — за особисту мужність і високий професіоналізм, виявлені у захисті державного суверенітету та територіальної цілісності України, вірність військовій присязі.[4][5]
- Орден «За мужність» III ступеня (31.10.2014) — за особисту мужність і героїзм, виявлені у захисті державного суверенітету та територіальної цілісності України, вірність військовій присязі.[6]